# Moraea callista
Moraea callista är en irisväxtart som beskrevs av Peter Goldblatt. Moraea callista ingår i släktet Moraea och familjen irisväxter. IUCN kategoriserar arten globalt som sårbar. Inga underarter finns listade i Catalogue of Life.

## Bildgalleri

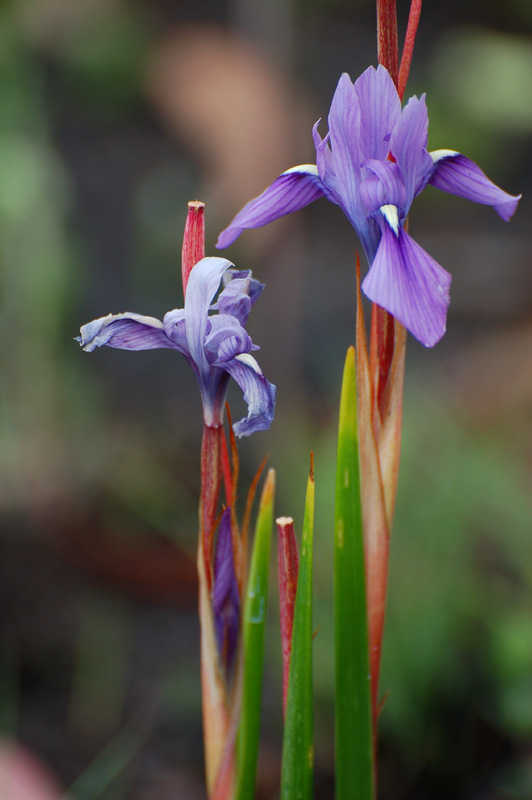